# 9 (album de Eros Ramazzotti)
Pour les articles homonymes, voir Neuf.
 (janvier 2017).
Si vous disposez d'ouvrages ou d'articles de référence ou si vous connaissez des sites web de qualité traitant du thème abordé ici, merci de compléter l'article en donnant les références utiles à sa vérifiabilité et en les liant à la section « Notes et références ».
Albums de Eros Ramazzotti
Stilelibero
(2000) Calma apparente
(2005)
Singles
1. Un'emozione per sempre
Sortie : 25 avril 2003 (radio)
9 mai 2003 (magasins)
2. Un attimo di pace
Sortie : 5 septembre 2003 (radio)
18 septembre 2003 (magasins)
3. Solo ieri
Sortie : 16 janvier 2004

9 est le neuvième album de Eros Ramazzotti, sorti en juin 2003.

## Liste des titres
| Édition en langue italienne | Édition en langue italienne   | Édition en langue italienne | Édition en langue italienne | Édition en langue italienne | Édition en langue italienne | Édition en langue italienne | Édition en langue italienne | Édition en langue italienne | Édition en langue italienne |
| No                          | Titre                         | Durée                       |                             |                             |                             |                             |                             |                             |                             |
| --------------------------- | ----------------------------- | --------------------------- | --------------------------- | --------------------------- | --------------------------- | --------------------------- | --------------------------- | --------------------------- | --------------------------- |
| 1.                          | Un attimo di pace             | 4:37                        |                             |                             |                             |                             |                             |                             |                             |
| 2.                          | Solo ieri                     | 4:11                        |                             |                             |                             |                             |                             |                             |                             |
| 3.                          | Un'emozione per sempre        | 3:57                        |                             |                             |                             |                             |                             |                             |                             |
| 4.                          | Ti vorrei rivivere            | 4:30                        |                             |                             |                             |                             |                             |                             |                             |
| 5.                          | Il buoi ha i tuoi occhi       | 4:01                        |                             |                             |                             |                             |                             |                             |                             |
| 6.                          | Un'ancora nel vento           | 4:08                        |                             |                             |                             |                             |                             |                             |                             |
| 7.                          | Piccola pietra                | 4:06                        |                             |                             |                             |                             |                             |                             |                             |
| 8.                          | Mamarà                        | 4:01                        |                             |                             |                             |                             |                             |                             |                             |
| 9.                          | L'uomo che guardava le nuvole | 3:42                        |                             |                             |                             |                             |                             |                             |                             |
| 10.                         | Canzone per lei               | 3:42                        |                             |                             |                             |                             |                             |                             |                             |
| 11.                         | Non ti prometto niente        | 4:07                        |                             |                             |                             |                             |                             |                             |                             |
| 12.                         | Falsa partenza                | 4:03                        |                             |                             |                             |                             |                             |                             |                             |
| 13.                         | C'è una melodia               | 2:22                        |                             |                             |                             |                             |                             |                             |                             |
| 51:12                       |                               |                             |                             |                             |                             |                             |                             |                             |                             |

| Édition en langue espagnole | Édition en langue espagnole    | Édition en langue espagnole | Édition en langue espagnole | Édition en langue espagnole | Édition en langue espagnole | Édition en langue espagnole | Édition en langue espagnole | Édition en langue espagnole | Édition en langue espagnole |
| No                          | Titre                          | Durée                       |                             |                             |                             |                             |                             |                             |                             |
| --------------------------- | ------------------------------ | --------------------------- | --------------------------- | --------------------------- | --------------------------- | --------------------------- | --------------------------- | --------------------------- | --------------------------- |
| 1.                          | Un segundo de paz              | 4:35                        |                             |                             |                             |                             |                             |                             |                             |
| 2.                          | Solo ayer                      | 4:09                        |                             |                             |                             |                             |                             |                             |                             |
| 3.                          | Una emoción para siempre       | 3:56                        |                             |                             |                             |                             |                             |                             |                             |
| 4.                          | Revivirte otra vez             | 4:29                        |                             |                             |                             |                             |                             |                             |                             |
| 5.                          | La noche son tus ojos          | 4:01                        |                             |                             |                             |                             |                             |                             |                             |
| 6.                          | Un ancla en el viento          | 4:07                        |                             |                             |                             |                             |                             |                             |                             |
| 7.                          | Piedra pequeña                 | 4:06                        |                             |                             |                             |                             |                             |                             |                             |
| 8.                          | Mamará, una gran mujer         | 4:01                        |                             |                             |                             |                             |                             |                             |                             |
| 9.                          | El hombre que miraba las nubes | 3:42                        |                             |                             |                             |                             |                             |                             |                             |
| 10.                         | Canción para ella              | 3:40                        |                             |                             |                             |                             |                             |                             |                             |
| 11.                         | No te prometo nada             | 4:05                        |                             |                             |                             |                             |                             |                             |                             |
| 12.                         | Falsa salida                   | 4:01                        |                             |                             |                             |                             |                             |                             |                             |
| 13.                         | Hay una melodia                | 2:20                        |                             |                             |                             |                             |                             |                             |                             |
| 51:12                       |                                |                             |                             |                             |                             |                             |                             |                             |                             |

## Musiciens
- Eros Ramazzotti - chant, chœurs, guitare espagnole, guitare baryton, guitare électrique, percussions
- Michael Landau - guitare acoustique, guitare électrique, guitare classique
- Michele Canova Iorfida - clavier, synthé, programmation
- Vinnie Colaiuta - batterie, percussions
- Max Costa - programmation
- Claudio Guidetti - bouzouki, chœurs, Fender Rhodes, guitare à 12 cordes, guitare acoustique, guitare baryton, guitare électrique, clavier, mandoline, orgue Hammond, piano
- Celso Valli - clavier, orgue Hammond, piano, synthé
- Paolo Costa - basse
- Alfredo Golino - batterie
- Isobel Griffiths - violon